# Niévares
Niévares es una parroquia española del concejo de Villaviciosa, en Asturias. Cuenta con una población de 54 habitantes (INE, 2020).
Está situada a siete kilómetros de la capital del concejo, Villaviciosa. Limita al norte con las parroquias de Arroes y San Justo, al sur con la de Ambás, al oeste con las de Peón y Rozadas, y al este con la de Grases.

## Localidades
La parroquia está formada por las siguientes poblaciones:
- La Arbellía (L'Arbeyía), casería
- La Argayada (L'Argayada), casería
- Casares, casería
- Fernandiz, casería
- Niévares, aldea
- Piñera, casería
- El Pueblo (El Pueblu), barrio
- La Torre, casería
- Tresvilla, barrio
- Turbeño  (Turbeñu), barrio
- Las Vallinas (Les Vallines), casería

## Demografía
| Gráfica de evolución demográfica de Niévares entre 2000 y 2020     |
|                                                                    |
| Población de derecho (2000-2020) según el padrón municipal del INE |

## Patrimonio
- Iglesia de Santa Eulalia.[3]